# Die Ahnfrau (1919)
Die Ahnfrau ist ein österreichischer Stummfilm aus dem Jahre 1919 von Jakob Fleck und Luise Kolm mit Liane Haid in der Titelrolle.

## Handlung
Berta, die Tochter des Grafen Zdenko von Borotin, verliert ihr Halstuch, als ein Windstoß selbiges erfasst. Es wird auf einen Burghof geweht, wo es von Jaromir von Eschen wahrgenommen und aufgehoben wird. Er beginnt, ein Lied anzustimmen. Dies wiederum wird von Berta vernommen, und sie geht den Klängen nach. Jaromir versteckt sich aus Spaß. Am Rand eines Waldes gerät Berta in die Hand von Räubern, die jedoch von Jaromir mit einem Schuss aus seinem Gewehr vertrieben werden. Die junge Adelige fällt ebenso standesgemäß wie formvollendet in Ohnmacht. Als Berta wieder zu sich kommt, ist es erneut Jaromir, der ihr ein Ständchen vorträgt, mit dem er rasch das Herz der holden Maid im Sturm erobert.
Etwas später. Bertas Vater, Graf Zdenko von Borotin, hat soeben erfahren, dass sein Vetter gestorben sei. Damit ist er, Zdenko, der letzte seines Geschlechts. Berta eilt hinzu und erzählt ihrem Vater von dem misslungenen Überfall und ihrer Rettung durch den Edelmann. Zdenko hofft, dass mit dem noblen Unbekannten womöglich ein würdiger Schwiegersohn in spe aufgetaucht wäre und will selbigen gern kennen lernen. Jaromir klettert die Ranken der Burgmauer hinauf und trifft sich mit seiner Angebeteten auf dem Balkon. Wieder erfasst eine Windböe etwas; diesmal ist es Papier im Kaminzimmer. Eine irrlichternde Frauengestalt in wehenden Gewändern erscheint aus dem Nichts. Der mittlerweile eingeschlafene Graf Zdenko ist soeben erwacht und glaubt, seine Tochter, gleich einer Spukgestalt, vor sich zu sehen. Zu Tode erschrocken ruft er „Fort!“. Die Erscheinung entfernt sich. Der Alte glaubt, dies alles nur geträumt zu haben und ruft nach seiner Tochter Berta. Diese ist noch am Turteln mit Jaromir und reißt sich nur ungern von ihrem Herzbuben fort. Mit bösen Worten konfrontiert ihr Vater sie mit dem soeben Gesehenen, doch Berta versteht kein Wort. Sie sei während der Erscheinung doch auf dem Balkon gewesen! Die Dienerschaft wird herbeigerufen, weiß aber gleichfalls von nichts. Der Alte konstatiert: Es muss die Ahnfrau gewesen sein! Graf Zdenko klärt die Anwesenden auf: Die Ahnfrau ist eine verlorene Seele, die immer dann in den gräflichen Gemächern auftaucht, wenn Unheil dräut. Auch ihr Name war Berta und wurde einst von ihren Eltern zur Ehe gezwungen. Als sie ihren Liebhaber traf, erdolchte sie ihr Gatte.
Die Räuber in den Bergen planen derweil den nächsten Coup und wollen ihre letzte Niederlage nicht einfach so auf sich sitzen lassen. Zdenko und sein Töchterlein sind besorgt und gewähren den von dem Banditen verfolgten Jaromir Schutz in der Burg. Berta stellt ihn ihrem Vater vor, und Jaromir wird ein Zimmer gerichtet. In der folgenden Nacht erscheint auch Jaromir die Ahnfrau, die er zunächst wegen ihrer Ähnlichkeit mit Berta verwechselt. Soldaten wollen nunmehr Jaromir für den Kampf gegen die Räuber rekrutieren, dieser aber lehnt dies ab und begründet seine Zurückhaltung damit, sich um Berta und ihren Vater kümmern zu wollen. Graf Zdenko hingegen ist bereit, sich den Soldaten anzuschließen und den Kampf gegen die Räuber aufzunehmen. Jaromir verhält sich bald immer merkwürdiger. Er klettert aus dem Fenster, da fällt ein Schuss, der ihn an seinem Arm verletzt. Berta verarztet seine Wunde. Einer der Soldaten berichtet ihr, dass man beinah den berüchtigten Anführer des Räubergesindels gefasst hätte. Man habe auf ihn geschossen und man habe ihm einen Fetzen Stoff entreißen können. Berta erkennt den Stoff: er passt zu Jaromirs Kleidung. Sie ist zutiefst schockiert.
Berta macht Jaromir heftige Vorwürfe, bleibt ihm aber dennoch in Liebe verbunden und will ihn vor den ihm nachstellenden Soldaten verstecken. Gegen Mitternacht, so ist ihr Plan, will sie mit ihm fliehen. Trotz Bertas Warnung ergreift Jaromir denjenigen Dolch, der seit den Zeiten der Ahnfrau in einer Scheide an der Wand hängt. An ihm soll ein Fluch haften. Jaromir versteckt sich in den Katakomben des Schlosses, wo er von einem der mutmaßlichen Soldaten entdeckt wird. Er sticht mit dem Dolch auf den Mann ein und erkennt zu spät, dass es sich dabei um Graf Zdenko handelt. Einer der Räuber möchte mit dem Schwerverletzten sprechen. Dadurch erfährt Graf Zdenko, dass sein Sohn, den er vor zwanzig Jahren ertrunken glaubte, bei den Räubern aufgewachsen war und niemand anderes als Jaromir ist. Auch Jaromir erfährt von seinem verwandtschaftlichen Verhältnis zum alten Grafen. Dann stirbt der Schwerverletzte. Der Leichnam Zdenkos wird in der Schlossgruft aufgebahrt. Jaromir, der Mörder seines eigenen Vaters, macht sich große Vorwürfe. Berta taucht auf und bricht tot in der Gruft ihres Vaters zusammen, nachdem ihr noch einmal die Ahnfrau erschienen ist. Schließlich erwischt es auch Jaromir, dem ebenfalls die Ahnfrau erschienen ist. Erst nach dem Tode des Letzten derer von Borotin findet die Ahnfrau ihre ewige Ruhe, und der Spuk hat ein Ende.

## Produktionsnotizen
Die Ahnfrau entstand im Frühjahr 1919 und wurde am 22. August 1919 in Wien uraufgeführt. Die deutsche Erstaufführung fand im November desselben Jahres im Berliner Passage-Theater statt. Der Sechsakter besaß, je nach Zensurfassung, eine Länge von 2060 bzw. 1978 Meter.
Bauten und Ausstattung stammen von Franz Meschkan.

## Kritiken
Wiens Neue Freie Presse berichtete am Tag der Wiener Premiere in ihrer Ausgabe vom 22. August 1919: "Das herrliche Werk Grillparzers findet in der künstlerisch vollendeten Mimik der mitwirkenden Wiener Künstler glänzende Interpretation und die zielbewußte Regie hat alles getan, um nun den ersten Film, der eine Dichtung unseres größten heimischen Dichters zum Vorwurf hat, zu einer glanzvollen Premiere zu gestalten."

## Spätere Rezeption
“Neufeld in einem Doppelspiel als berüchtigter Räuberhauptmann und Edelmann von Eschen. Ein Fluch liegt auf dem Hause Borotin. Das Erscheinen der Ahnfrau, die mit wehendem Gewand durch die alten Gemäuer schwebt, kündigt vom nahen Unheil. Personifiziert ist es durch Jaromir, in den sich die junge Tochter des Grafen Borotin (Liane Haid) verliebt. Nichts ist in diesem Drama, wie es scheint, und so nimmt zwangsläufig die Tragödie ihren blutigen Lauf – bis zur Auslöschung des Geschlechts. Und damit ist auch die Ahnfrau erlöst. Die Motive und Konflikte der Kunstfilm-Produktionen sind nach dem Ende des Krieges erkennbar roher geworden. Nicht nur, dass das sonst übliche Happy End der Liebesdramen nun einen fast immer tragischen, teilweise sogar katastrophalen Ausgang nimmt. Anscheinend hat die reale Erfahrung des Krieges auch in der Kinodramatik Spuren hinterlassen.”